# Brémai Tanácsköztársaság
A Brémai Tanácsköztársaság egy rövid életű, el nem ismert állam volt a mai Németország területén, 1919-ben, 25 napon keresztül. Bréma tartomány helyén jött létre, miután a Német Császárság elveszítette az első világháborút. 

## Története

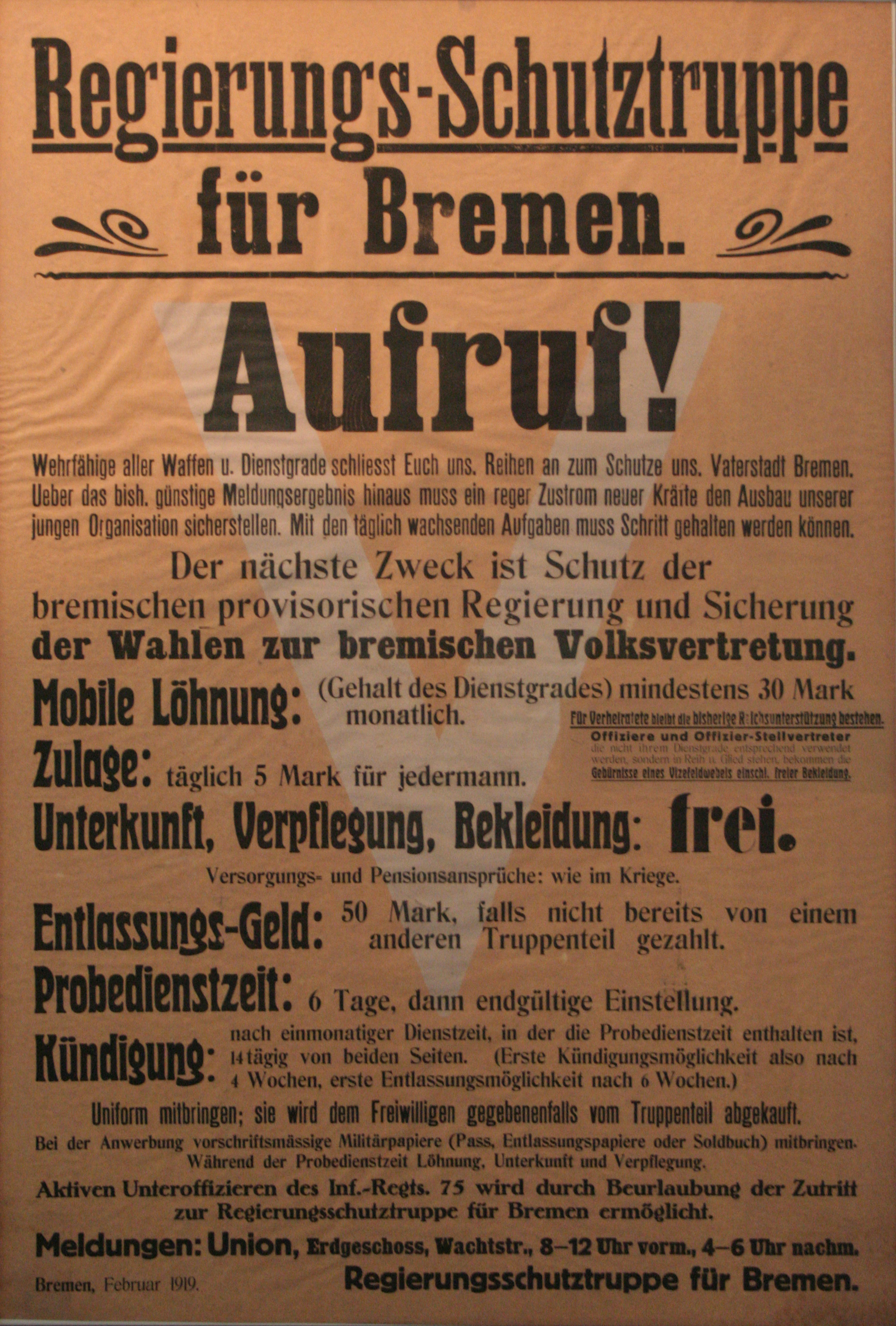
Toborzó plakát 1919-ből

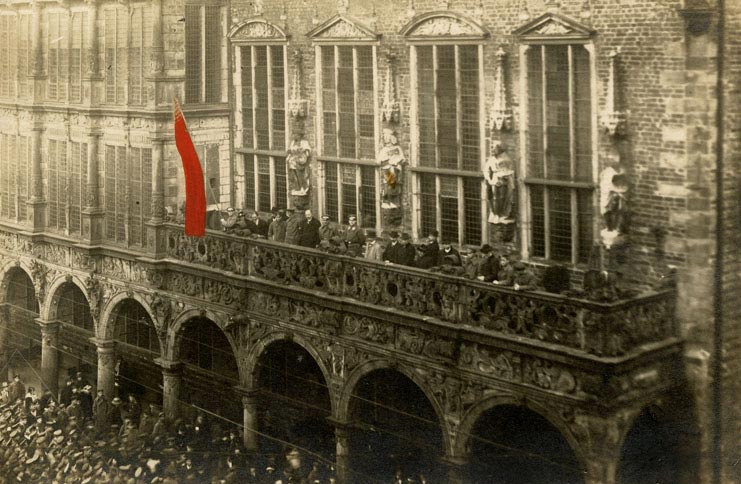
A Munkástanács létrehozása a brémai városházán november 15-én

### Előzmények
II. Vilmos német császár lemondása után Németország az összeomlás szélére sodródott. Németország Szociáldemokrata Pártja (SPD) új kormányt alakított a Spartakus-szövetség részvételével. Tervük szerint Németországot egy szabad szocialista köztársasággá alakították volna át. A bal- és jobboldali csoportok hatalomvágy miatt kitört németországi forradalmak tovább súlyosbították a belügyi válságot.
Már a tanácsköztársaság kikiáltását megelőzően is jelentős támogatása volt a radikális baloldalnak az ipari munkásság között, az SPD választások utáni győzelmének köszönhetően is. A választási eredményekből következtetve a város lakosságának jelentős hányada baloldali, azon belül a Spartakus-szövetség támogatója volt. Brémában a forradalom már november 6-án, három nappal a császár lemondása előtt tört ki. A megválasztott városi tanács már a kezdetektől fogva a legnagyobb fokú önállósággal rendelkezett, sokszor függetlenül működve a berlini kormánytól.

### A tanácskormány létrehozása

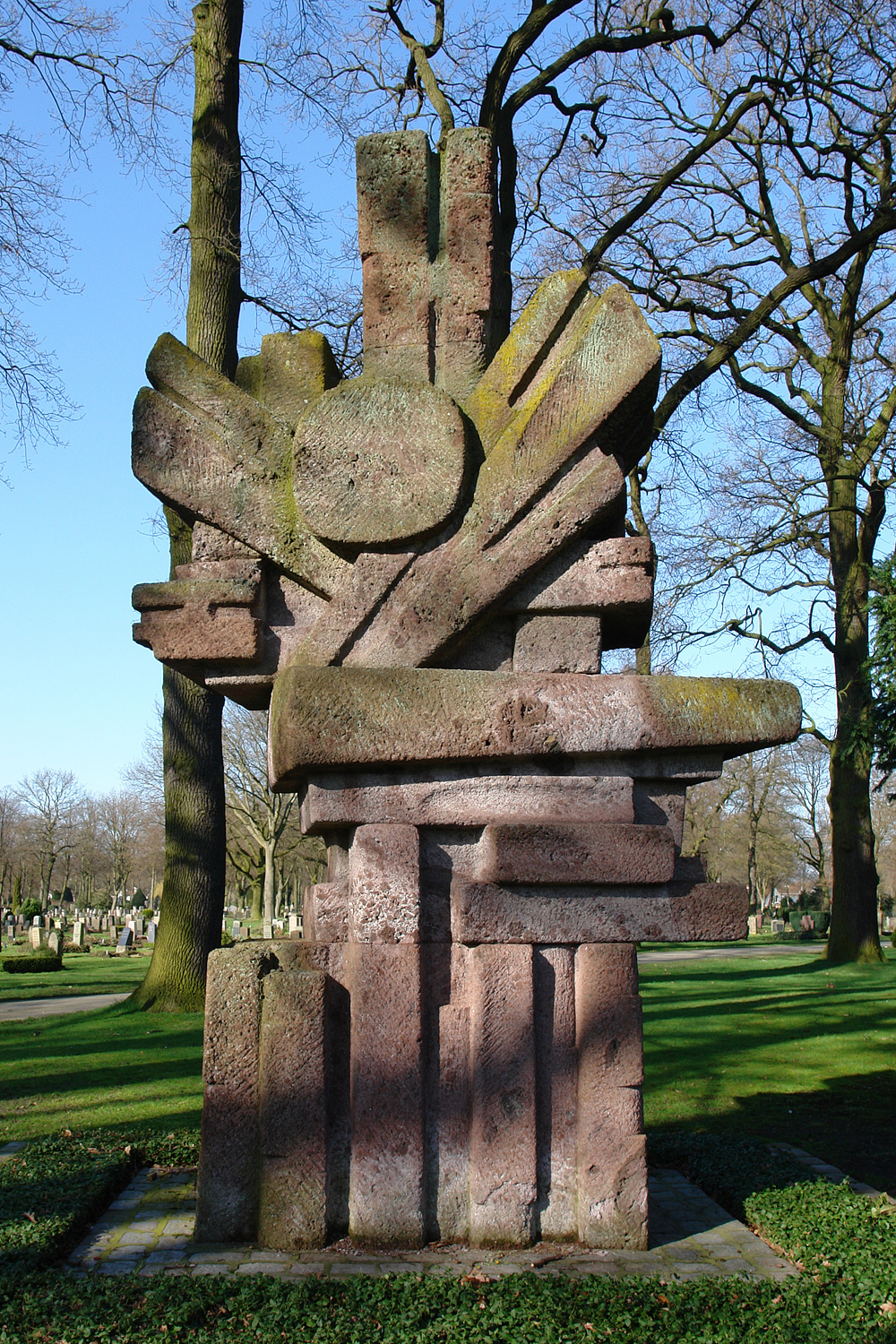
Az áldozatok emlékműve Brémában

Január 10-én a városi munkástanács kikiáltotta a tanácsköztársaságot, és létrehozta a törvényhozó szovjet képviselőtanácsot. Johann Knief és más, leninista eszmét valló tanárok mind a városi, mind a képviselőtanácsban erőfölénybe kerültek. A szovjet képviselőtanácsot ezután egyesítették a városi és a munkástanáccsal. Az új, egységes tanács ezután olyan fontos döntéseket hozott, mint az egyenlő fizetések és választási részvétel. A tanács, habár törvényes keretek között képviselte a lakosságot, hamar átalakult egy diktatórikus, mindent ellenőrző felsőbb hatalommá. 

### A tanácskormány megszűnése
1919 elején a weimari köztársaság elég erőt gyűjtött össze ahhoz, hogy leverje a lázadó kommunista szervezeteket az országban. A könnyebb és gyorsabb megoldásért Friedrich Ebert freikorpsokat küldött Brémába a szovjet állam elfoglalására. A Brémai Tanácsköztársaságot könnyebb volt leverni, mint a bajor testvérállamát, mivel minden oldalról határos volt a weimari köztársasággal, emiatt a Spartakus-szövetség nem tudta támogatni őket ellátmánnyal. A tanácsköztársaság elfoglalása mindössze 80 életet követelt. Bréma és Bremerhaven február 4-én esett el, de egyes csapatok még nagyjából egy hétig ellenálltak.

## Kormányzat
A Képviselőtanács (szovjet) volt az állam törvényhozó, majd végrehajtó hatalma kilenc fővel (hárman a Németországi Kommunista Pártból, hárman az USPD-ből és három szabad katona). Johann Kniefet, a független SPD vezetőjét nevezték ki az állam vezetőjének. 

## Fordítás
Ez a szócikk részben vagy egészben  a   Bremen Soviet Republic című angol Wikipédia-szócikk ezen változatának fordításán alapul.  Az eredeti cikk szerkesztőit annak laptörténete sorolja fel. Ez a jelzés csupán a megfogalmazás eredetét és a szerzői jogokat jelzi, nem szolgál a cikkben szereplő információk forrásmegjelöléseként.